# 遥かぜ
遥かぜ（はるかぜ）は、国道九四フェリーが保有・運航していたフェリー。2016年（平成28年）まではニュー豊予3の名称で就航していた。

## 概要
ニュー豊予2に続いて増便のため臼杵造船所で建造され、ニュー豊予3として2001年（平成13年）2月1日に就航。2016年（平成28年）6月23日、新造船遊なぎの就航に合わせて船名を遥かぜに変更した。

### 就航航路
国道九四フェリー
- 佐賀関港 - 三崎港

本船、速なみ、遊なぎの3隻で1日16往復を運航する。ドック期間中は11往復の減便運航となる。

## 設計
ニュー豊予、ニュー豊予2の同型船である。
船体側面のラインカラーは青と黄色。

## 船内

### 船室
- 展望席（一等室） - リクライニングシート
- 一般席（二等室） - 座敷席・椅子席

### 設備
- 売店
- 自動販売機
- 授乳室
- 展望ラウンジ